# 1ª Divisão (hockey su pista)
La 1ª Divisão è la massima categoria del campionato portoghese di hockey su pista. Il torneo viene organizzato dalla federazione di pattinaggio del Portogallo. È stato istituito nel 1939; dall'origine a tutto il 2023-2024 si sono tenute 84 edizioni del torneo. I vincitori di tale torneo si fregiano del titolo di campioni del Portogallo.
La squadra che vanta il maggior numero di campionati vinti con 25 titoli è il Porto (l'ultimo nel 2023-24); a seguire c'è il Benfica con 24 titoli (l'ultimo nel 2022-23).

## Formula
Al campionato prendono parte generalmente 14 squadre. Il torneo si svolge secondo la formula del girone all'italiana: ogni formazione affronta tutte le altre due volte, una presso la propria pista (partita in casa), una presso la pista avversa (partita in trasferta). Vengono assegnati tre punti alla squadra che vince una partita, un punto a ciascuna squadra in caso di pareggio e zero alla squadra sconfitta.
La classifica viene stilata in base ai punti conseguiti complessivamente; in caso di parità tra due o più squadre, le posizioni in graduatoria vengono determinate prendendo in considerazione i seguenti criteri discriminanti, elencati in ordine di importanza:
1. punti conseguiti negli scontri diretti;
2. differenza reti negli scontri diretti;
3. differenza reti complessiva;
4. numero di reti segnate complessivamente.

Al termine del campionato la squadra 1ª classificata viene proclamata campione del Portogallo; le squadre che occupano la 12ª, la 13ª e la 14ª posizione retrocedono direttamente in 2ª Divisão.

### Qualificazioni alle coppe europee
In base ai regolamenti delle competizioni hockeistiche europee, sono qualificate di diritto all'Eurolega quattro squadre provenienti dal campionato portoghese:
- la squadra campione del Portogallo;
- la formazione detentrice dell'Eurolega, qualora sia una società portoghese;
- la squadra 2ª e 3ª classificata;
- la squadra 4ª classificata se l'Eurolega non sia vinta da una squadra portoghese oppure se la vincitrice sia già una delle prime tre squadre classificate.

Tra le società non ammesse all'Eurolega, le migliori cinque della stagione regolare sono qualificate alla Coppa WSE.

## Albo d'oro e statistiche
| Edizione  | Vincitore              |
| --------- | ---------------------- |
| 1939      | Sporting CP            |
| 1940      | CF Benfica             |
| 1941      | CF Benfica             |
| 1942      | Paço de Arcos          |
| 1943      | CF Benfica             |
| 1944      | Paço de Arcos          |
| 1945      | Paço de Arcos          |
| 1946      | Paço de Arcos          |
| 1947      | Paço de Arcos          |
| 1948      | Paço de Arcos          |
| 1949      | Sintra                 |
| 1950      | Sintra                 |
| 1951      | Benfica                |
| 1952      | Benfica                |
| 1953      | Paço de Arcos          |
| 1954      | Campo de Ourique       |
| 1955      | Paço de Arcos          |
| 1956      | Benfica                |
| 1957      | Benfica                |
| 1958      | Sintra                 |
| 1959      | Sintra                 |
| 1960      | Benfica                |
| 1961      | Benfica                |
| 1962      | Clube Ferroviário      |
| 1963-1964 | Edizioni non disputate |
| 1965      | Barreiro               |
| 1966      | Benfica                |
| 1967      | Benfica                |
| 1968      | Benfica                |
| 1969      | Lourenço Marques       |
| 1970      | Benfica                |
| 1971      | Lourenço Marques       |
| 1972      | Benfica                |
| 1973      | Lourenço Marques       |
| 1974      | Benfica                |
| 1975      | Sporting CP            |
| 1976      | Sporting CP            |
| 1977      | Sporting CP            |
| 1978      | Sporting CP            |
| 1979      | Benfica                |
| 1980      | Benfica                |
| 1981      | Benfica                |
| 1982      | Sporting CP            |
| 1983      | Porto                  |

| Edizione  | Vincitore            |
| --------- | -------------------- |
| 1983-1984 | Porto                |
| 1984-1985 | Porto                |
| 1985-1986 | Porto                |
| 1986-1987 | Porto                |
| 1987-1988 | Sporting CP          |
| 1988-1989 | Porto                |
| 1989-1990 | Porto                |
| 1990-1991 | Porto                |
| 1991-1992 | Benfica              |
| 1992-1993 | Barcelos             |
| 1993-1994 | Benfica              |
| 1994-1995 | Benfica              |
| 1995-1996 | Barcelos             |
| 1996-1997 | Benfica              |
| 1997-1998 | Benfica              |
| 1998-1999 | Porto                |
| 1999-2000 | Porto                |
| 2000-2001 | Barcelos             |
| 2001-2002 | Porto                |
| 2002-2003 | Porto                |
| 2003-2004 | Porto                |
| 2004-2005 | Porto                |
| 2005-2006 | Porto                |
| 2006-2007 | Porto                |
| 2007-2008 | Porto                |
| 2008-2009 | Porto                |
| 2009-2010 | Porto                |
| 2010-2011 | Porto                |
| 2011-2012 | Benfica              |
| 2012-2013 | Porto                |
| 2013-2014 | Valongo              |
| 2014-2015 | Benfica              |
| 2015-2016 | Benfica              |
| 2016-2017 | Porto                |
| 2017-2018 | Sporting CP          |
| 2018-2019 | Porto                |
| 2019-2020 | titolo non assegnato |
| 2020-2021 | Sporting CP          |
| 2021-2022 | Porto                |
| 2022-2023 | Benfica              |
| 2023-2024 | Porto                |

### Riepilogo vittorie per squadra
| Squadra           | Titoli | Edizioni |
| ----------------- | ------ | --- |
| Porto             | 25     | 1983, 1984, 1985, 1986, 1987, 1989, 1990, 1991, 1999, 2000, 2002, 2003, 2004, 2005, 2006, 2007, 2008, 2009, 2010, 2011, 2013, 2017, 2019, 2022, 2024 |
| Benfica           | 24     | 1951, 1952, 1956, 1957, 1960, 1961, 1966, 1967, 1968, 1970, 1972, 1974, 1979, 1980, 1981, 1992, 1994, 1995, 1997, 1998, 2012, 2015, 2016, 2023       |
| Sporting CP       | 9      | 1939, 1975, 1976, 1977, 1978, 1982, 1988, 2018, 2021                                                                                                 |
| Paço de Arcos     | 8      | 1942, 1944, 1945, 1946, 1947, 1948, 1953, 1955 |
| Sintra            | 4      | 1949, 1950, 1958, 1959 |
| CF Benfica        | 3      | 1940, 1941, 1943 |
| Lourenço Marques  | 3      | 1969, 1971, 1973 |
| Barcelos          | 3      | 1993, 1996, 2001 |
| Campo de Ourique  | 1      | 1954 |
| Clube Ferroviário | 1      | 1962 |
| CUF Barreiro      | 1      | 1965 |
| Valongo           | 1      | 2014 |